# Margaret Jarman Hagood
Margaret Jarman Hagood (* 26. Oktober 1907 als Margaret Jarman im Newton County (Georgia); † 13. August 1963 in San Diego) war eine US-amerikanische Soziologin.   

## Leben
Margaret Jarman war eine Tochter des Farmers und Mathematikerlehrers Lewis Jarman, der am Queens College in Charlotte (North Carolina) und am Mary Baldwin College in Staunton (Virginia) unterrichtete, und der Laura Harris, sie hatte fünf Geschwister. Jarman brach ihre College-Ausbildung ab und heiratete den Zahnmedizinstudenten Middleton Howard Hagood, sie bekamen 1927 eine Tochter, die  Ehe wurde 1936 geschieden. Hagood machte 1929 ihren B.A.-Abschluss am  Queens College und 1930 einen M.A. an der Emory University. Sie unterrichtete nun Mathematik an einer Schule in Washington, D.C. 1935 erhielt sie ein Stipendium für ein Soziologiestudium und wurde 1937 bei Howard W. Odum an der University of North Carolina (UNC) mit einer statistischen Erhebung zum Reproduktionsverhalten von Farmerfrauen im Süden der USA promoviert. Zu derselben Population führte sie anschließend eine Feldforschung mit qualitativen Interviews in 254 Haushalten durch. Die Arbeit wurde 1939 unter dem Titel Mothers of the South veröffentlicht und erhielt einen vergleichbaren Status zu den Middletown studies (1929/1937), beide Studien geben Auskunft über die soziale Lage der weißen Unterschicht zur Zeit der Großen Depression in den USA. 1939 arbeitete sie mit der Soziologin Harriet Herring und den Fotografinnen Marion Post und Dorothea Lange an einer Folgedokumentation über das Farmleben im Südosten der USA, die Ergebnisse wurden 1940 an der UNC in einer Ausstellung gezeigt, an eine Publikation war nach dem erzwungenen Eintritt der USA in den Zweiten Weltkrieg nicht mehr zu denken. 
Hagood publizierte 1941 ein Statistiklehrbuch, das mehrfache Auflagen und Überarbeitungen erlebte. Sie wechselte 1942 in das United States Department of Agriculture, wo sie statistische Analysen über die Agrarbevölkerung erstellte. 1952 wurde sie dort zur Abteilungsleiterin der Farm Population and Rural Life Division bestellt. 1949 nahm sie an der World Statistical Conference teil, 1954 an der Weltbevölkerungskonferenz in Rom. Sie war Beraterin für den United States Census 1950 und den United States Census 1960. Als demographische Expertin beriet sie auch die UNO. Hagood wurde in der McCarthy-Ära in ihrer Arbeit behindert, als ihr aus ihrer Studienzeit Kontakte zu politisch Missliebigen nachgesagt wurden.  
Hagood wurde 1949 Fellow der American Statistical Association. Sie engagierte sich auch in der Population Association of America und in der Rural Sociological Society. Im Jahr 1955 wurde sie vom Queens College of Charlotte mit einer Ehrendoktorwürde ausgezeichnet.  
Im Jahr 1962 schied Hagood wegen Überarbeitung aus dem Berufsleben aus. Sie hielt sich 1963 bei einem ihrer Brüder auf, als sie an einem Herzversagen starb.

## Schriften (Auswahl)
- Mothers of the South. Portraiture of the white tenant farm woman. University of North Carolina Press, Chapel Hill NC 1939.
- Statistics for sociologists. Reynal and Hitchcock, New York NY 1941.
  - mit Daniel O. Price: Statistics for sociologists. Revised edition. Holt, Rinehart and Winston, New York NY u. a. 1952.
- mit Donald J. Bogue: Differential migration in the corn and cotton Belts. A pilot study of the selectivity of intrastate migration to cities from nonmetropolitan areas (= Scripps Foundation Studies in Population Distribution. 6, ZDB-ID 634800-2 = Subregional Migration in the United States, 1935–40. 2). Miami University – Scripps Foundation, Oxford OH 1953.